# Kugeldreieck

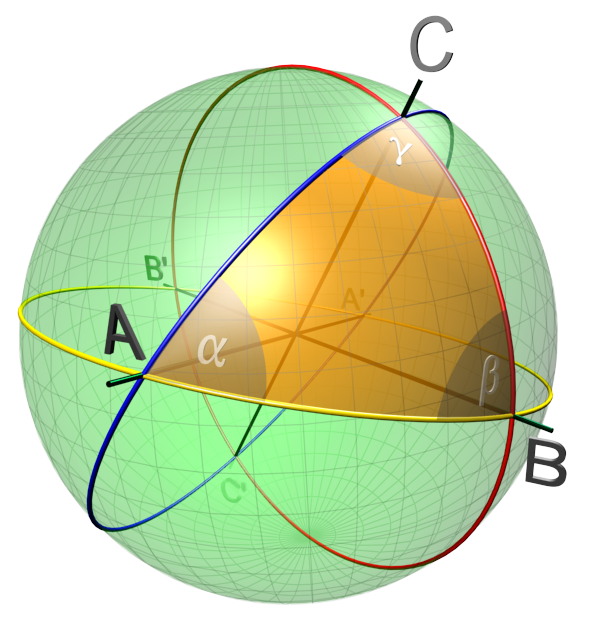
Kugeldreieck

Ein Kugeldreieck oder sphärisches Dreieck ist in der sphärischen Geometrie (Kugelgeometrie) ein Teil einer Kugeloberfläche, der von drei Großkreisbögen  begrenzt wird. Als Ecken des Kugeldreiecks werden die Punkte bezeichnet, in denen je zwei dieser Großkreise einander schneiden.
Ähnlich wie bei Dreiecken in der ebenen Geometrie spricht man von den Seiten und Winkeln eines Dreiecks. Allerdings versteht man unter der Länge einer Seite nicht die Länge des Kreisbogens, sondern den zugehörigen Mittelpunktswinkel (Zentriwinkel). Im Bogenmaß ist der Wert dieses Winkels genau die Länge des Kreisbogens geteilt durch den Radius der Kugel:
{\displaystyle {\text{Winkel}}={\frac {\text{Kreisbogen}}{\text{Radius}}}}
Zur Definition von Längen auf einer Kugel wählt man also die Skala zunächst so, dass die Kugel eine Einheitskugel ist, und nimmt dann in dieser Skala erst die Länge des Kreisbogens. Eine Seite, die beispielsweise einem Viertel des Kugel- und Großkreisumfangs entspricht, hat die Länge {\displaystyle {\tfrac {\pi }{2}}} (also 90°). Die Innenwinkel (an den drei Ecken) sind definiert durch die Tangenten der Seiten – also die Schnittwinkel zwischen den Ebenen, in denen die begrenzenden Großkreisbögen liegen.

## Eulersche Kugeldreiecke
Meist schränkt man den Begriff des Kugeldreiecks ein auf eulersche Kugeldreiecke (benannt nach Leonhard Euler), d. h. auf Kugeldreiecke, in denen alle Winkel kleiner als {\displaystyle \pi } bzw. 180° und daraus folgend alle Seiten kleiner als {\displaystyle r\cdot \pi } (auf der Einheitskugel: {\displaystyle \pi }) sind. Ohne diese Einschränkung gäbe es zu drei beliebigen Punkten der Kugeloberfläche, die nicht alle auf einem gemeinsamen Großkreis liegen, mehrere Kugeldreiecke. Anschaulich kann man dies mit der Forderung nach dem kürzesten Bogenstück des Kreises machen, wenn man sich vorstellt, dass zwei Punkte auf einem Kreis genau dann am weitesten voneinander entfernt sind, wenn sie sich (diametral) gegenüberliegen, d. h. also 180° voneinander entfernt sind. Kommt man über die 180° hinaus, ist das Bogenstück zwar in der einen Richtung größer, aber in der anderen Richtung kleiner als 180°, weshalb letzteres wieder als Seite eines eulerschen Dreiecks aufgefasst werden kann.

## Eigenschaften

### Flächeninhalt
Der Flächeninhalt {\displaystyle A_{D}} eines Kugeldreiecks lässt sich aus den Winkeln {\displaystyle \alpha ,\beta } und {\displaystyle \gamma } des Dreiecks (im Bogenmaß) und dem Kugelradius {\displaystyle r} berechnen:
{\displaystyle A_{D}=(\alpha +\beta +\gamma -\pi )\cdot r^{2}.}
Dieser Zusammenhang leitet sich folgendermaßen her:

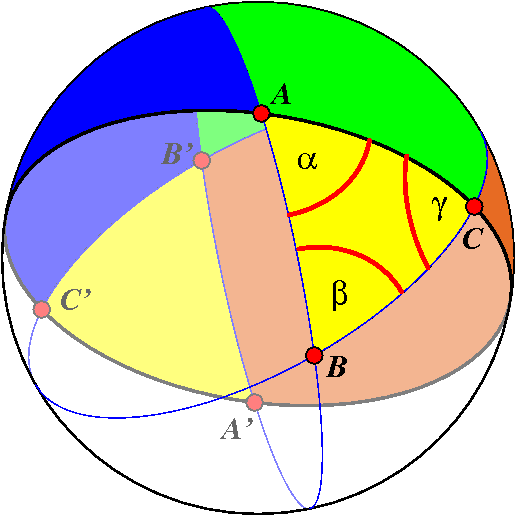
Zur Flächenberechnung am Kugeldreieck

Die drei durch die Eckpunkte eines Dreiecks ABC bestimmten Großkreise unterteilen die Kugeloberfläche in acht Dreiecke bzw. vier Gegendreieckspaare. Das in der Abbildung grün eingefärbte Dreieck bildet mit dem gelb eingefärbten Dreieck ABC ein Zweieck mit dem Öffnungswinkel {\displaystyle \beta }. Die blau und rot eingefärbten Dreiecke bilden mit dem Gegendreieck A’B’C’ Zweiecke mit den Öffnungswinkeln {\displaystyle \alpha } bzw. {\displaystyle \gamma }.
Für die Flächeninhalte der Zweiecke gilt:
{\displaystyle (I)\quad A_{\alpha }=2\alpha \cdot r^{2}}
(Analog für die Zweiecke mit den Öffnungswinkeln {\displaystyle \beta } und {\displaystyle \gamma }.)
Für die Flächeninhalte {\displaystyle A_{b}} des blauen, {\displaystyle A_{g}} des grünen und {\displaystyle A_{r}} des roten Dreiecks gilt:
{\displaystyle A_{b}=A_{\alpha }-A_{D}}
{\displaystyle A_{g}=A_{\beta }-A_{D}}
{\displaystyle A_{r}=A_{\gamma }-A_{D}}
Zusammen mit dem gelben Gegendreieck A’B’C’ füllen das blaue, das grüne und das rote Dreieck die Hälfte der Kugeloberfläche aus:
{\displaystyle {\frac {A_{K}}{2}}=A_{b}+A_{g}+A_{r}+A_{D}}
Setzt man {\displaystyle (I)} ein, ergibt sich:
{\displaystyle {\frac {A_{K}}{2}}=(A_{\alpha }-A_{D})+(A_{\beta }-A_{D})+(A_{\gamma }-A_{D})+A_{D}}
{\displaystyle =A_{\alpha }+A_{\beta }+A_{\gamma }-2A_{D}}
Mit den Gleichungen zur Berechnung der Kugeloberfläche und der Kugelzweiecke erhält man:
{\displaystyle {\frac {4\pi r^{2}}{2}}=2\alpha r^{2}+2\beta r^{2}+2\gamma r^{2}-2A_{D}}
Für {\displaystyle A_{D}} ergibt sich also:
{\displaystyle A_{D}=\alpha r^{2}+\beta r^{2}+\gamma r^{2}-\pi r^{2}}
{\displaystyle =(\alpha +\beta +\gamma -\pi )\cdot r^{2}}

### Innenwinkelsumme und sphärischer Exzess
Auf der Einheitskugel mit dem Radius 1 gilt nach obiger Betrachtung für den Flächeninhalt:
{\displaystyle A_{D}=\alpha +\beta +\gamma -\pi }
Die Summe {\displaystyle \alpha +\beta +\gamma -\pi } wird als sphärischer Exzess (von lat. excedere „überschreiten“) bezeichnet und gibt an, um wie viel die Innenwinkelsumme den Wert {\displaystyle \pi } ({\displaystyle =180^{\circ }}) übersteigt. Im Gegensatz zum euklidischen Dreieck ist die Innenwinkelsumme im Kugeldreieck nicht konstant {\displaystyle \pi }. Für sie gilt (als Konsequenz der Formel für den Flächeninhalt) im allgemeinen Kugeldreieck:
{\displaystyle \pi <\alpha +\beta +\gamma <5\pi }
im eulerschen Kugeldreieck:
{\displaystyle \pi <\alpha +\beta +\gamma <3\pi }
Bei einem kleinen Kugeldreieck („klein“ im Vergleich zur gesamten Kugeloberfläche) übersteigt die Innenwinkelsumme {\displaystyle \pi } nur wenig, da sich das Dreieck dem ebenen Fall des Innen-Winkelsummensatzes annähert (Verebnung). Der Satz von Legendre besagt, wie sphärische Dreiecke geringer Größe durch Reduktion der Winkel verebnet werden können. Überdeckt das Dreieck hingegen fast die halbe Kugeloberfläche (3 Winkel zu fast {\displaystyle \pi }), so ist die Winkelsumme nur wenig kleiner als {\displaystyle 3\pi } und der Exzess daher beinahe {\displaystyle 2\pi }.

### Seitensumme (auf der Einheitskugel)
Im allgemeinen sphärischen Dreieck gilt für die Seitensumme:
{\displaystyle 0<a+b+c<2\pi }
Im eulerschen Kugeldreieck gilt für die Seitensumme:

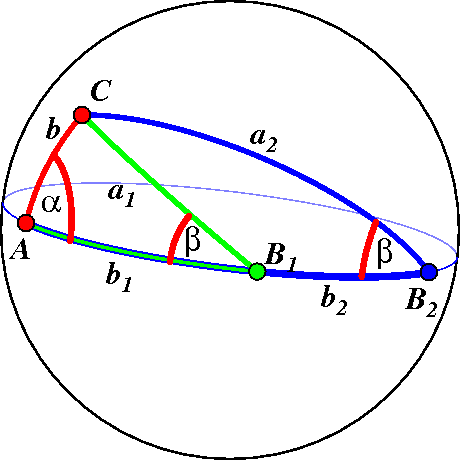
Im Allgemeinen ist durch sww ein Dreieck nicht eindeutig bestimmt.

{\displaystyle 0<a+b+c<2\pi }

### Kongruenzsätze

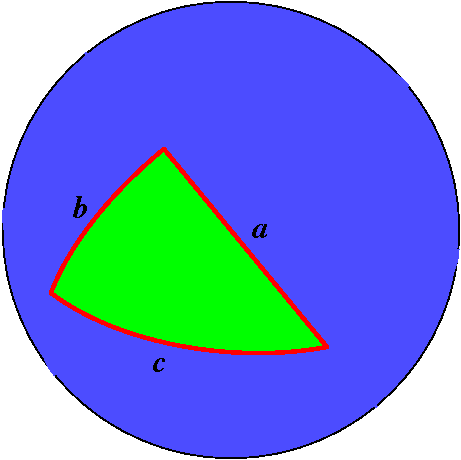
Die Seiten a, b und c bestimmen zwei komplementäre Dreiecke (blau und grün eingefärbt).

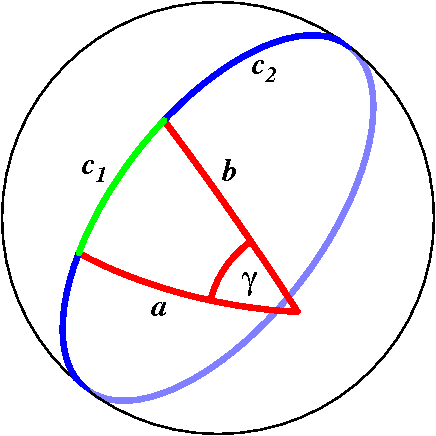
Zu den gegebenen Größen a, b und γ gibt es zwei dritte Seiten.

Auf der Kugel muss man zwischen den Kongruenzsätzen zu eulerschen und nichteulerschen Dreiecken unterscheiden. Für beide gilt, dass ähnliche Dreiecke bereits kongruent sind (ihr Flächeninhalt ist aufgrund der Proportionalität zum sphärischen Exzess bereits gleich). Der im euklidischen Dreieck gültige Kongruenzsatz sww (Seite-Winkel-Winkel) hat auf der Kugel hingegen keine Gültigkeit (vgl. Abbildung). Die Kongruenzverhältnisse in eulerschen Dreiecken sind der folgenden Tabelle zu entnehmen.
| gegebene Dreiecksstücke | dual dazu | Kongruenzklasse eindeutig bestimmt? |
| ----------------------- | --------- | ----------------------------------- |
| sss                     | www       | ja                                  |
| ssw                     | sww       | nein                                |
| sws                     | wsw       | ja                                  |

(zur Dualisierung vgl. entsprechenden Abschnitt im Artikel Sphärische Geometrie)
In nichteulerschen Dreiecken bestimmen sss und sws noch keine eindeutige Kongruenzklasse (vgl. Abbildungen).

### Sinussatz
Für Kugeldreiecke gelten die Gleichungen
{\displaystyle {\frac {\sin a}{\sin \alpha }}={\frac {\sin b}{\sin \beta }}={\frac {\sin c}{\sin \gamma }}}

Dabei sind {\displaystyle a}, {\displaystyle b} und {\displaystyle c} die Seiten (Kreisbögen) des Kugeldreiecks und {\displaystyle \alpha }, {\displaystyle \beta } und {\displaystyle \gamma } die gegenüber liegenden Winkel auf der Kugeloberfläche.

### Kosinussatz
Beim sphärischen Kosinussatz für Kugeldreiecke ist die Länge der Dreiecksseiten im Winkelmaß anzugeben, weshalb statt einer Winkelfunktion deren sechs auftreten. Das Analogon zum ebenen Satz
{\displaystyle c^{2}=a^{2}+b^{2}-2\cdot a\cdot b\cdot \cos \gamma }
lautet daher
{\displaystyle \cos c\ =+\cos a\cdot \cos b+\sin a\,\cdot \sin b\cdot \cos \gamma ,}
wobei die Umkehr des Vorzeichens zu beachten ist. Diesem Seiten-Kosinussatz (hier für c, analog für die Seiten a bzw. b) steht der Winkel-Kosinussatz gegenüber:
{\displaystyle \cos \gamma =-\cos \alpha \cdot \cos \beta +\sin \alpha \cdot \sin \beta \cdot \cos c,}
worin das erste Vorzeichen negativ ist.

### Tangenssatz
Für Kugeldreiecke gelten die Gleichungen
{\displaystyle {\frac {\tan {\frac {a+b}{2}}}{\tan {\frac {a-b}{2}}}}={\frac {\tan {\frac {\alpha +\beta }{2}}}{\tan {\frac {\alpha -\beta }{2}}}}}
{\displaystyle {\frac {\tan {\frac {b+c}{2}}}{\tan {\frac {b-c}{2}}}}={\frac {\tan {\frac {\beta +\gamma }{2}}}{\tan {\frac {\beta -\gamma }{2}}}}}
{\displaystyle {\frac {\tan {\frac {c+a}{2}}}{\tan {\frac {c-a}{2}}}}={\frac {\tan {\frac {\gamma +\alpha }{2}}}{\tan {\frac {\gamma -\alpha }{2}}}}}
Dabei sind {\displaystyle a}, {\displaystyle b} und {\displaystyle c} die Seiten (Kreisbögen) des Kugeldreiecks und {\displaystyle \alpha }, {\displaystyle \beta } und {\displaystyle \gamma } die gegenüberliegenden Winkel auf der Kugeloberfläche.